# Nemesia cellicola
Nemesia cellicola is een spinnensoort in de taxonomische indeling van de bruine klapdeurspinnen (Nemesiidae).
Nemesia cellicola werd in 1826 beschreven door Audouin.